# 鍵盤式手風琴

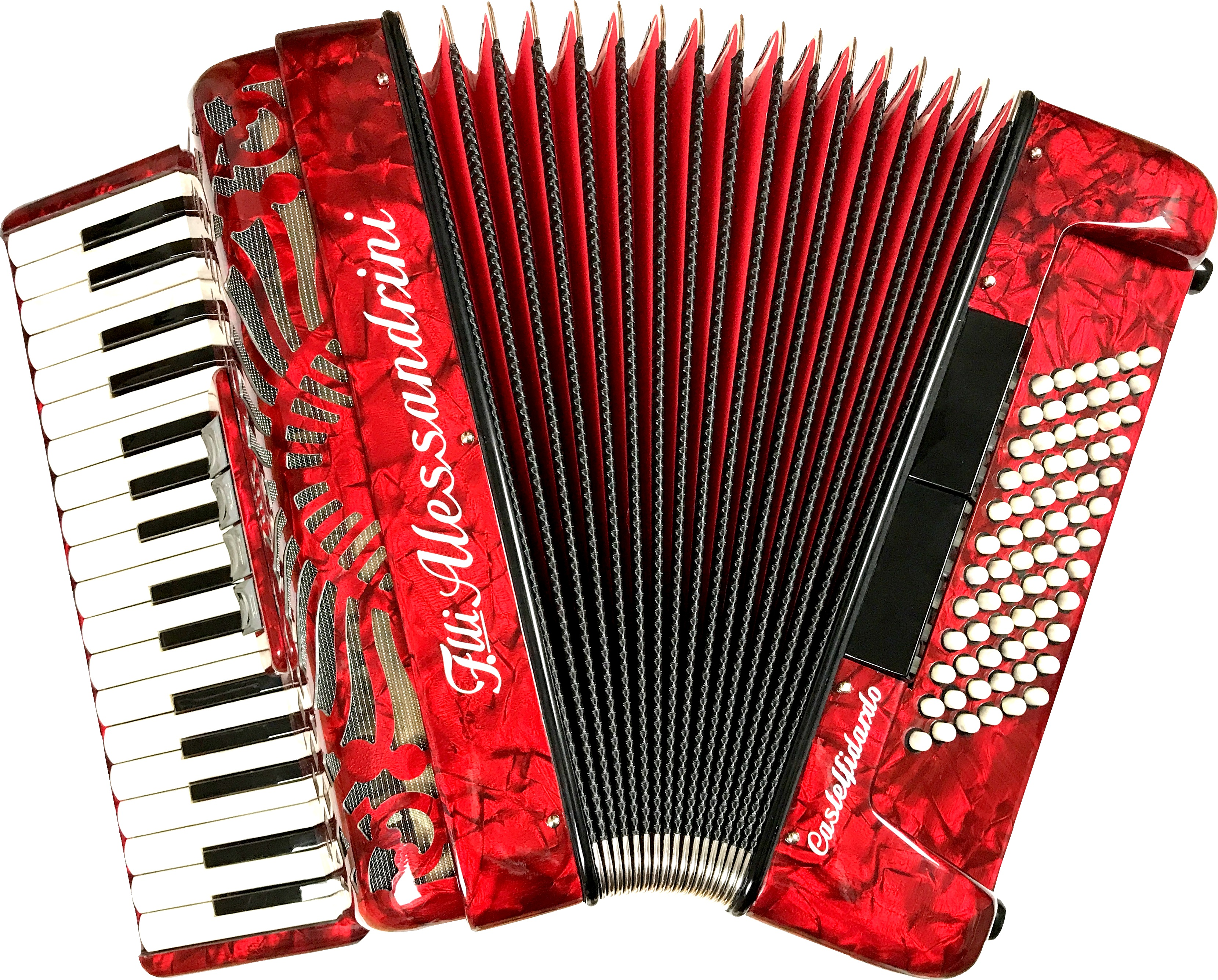
键盘式手风琴

鍵盤式手風琴（又稱為鋼琴式手風琴）為手風琴的一種類別，另一種為鍵鈕式手風琴（巴揚手風琴）。中國大陆、台灣、中西歐、北美主要使用鍵盤式手風琴，而在俄羅斯則較常使用鍵鈕式手風琴。鍵盤式手風琴由於比較容易上手，因此常作為學習鋼琴的基礎，可以演奏各種古典或現代音樂。

## 參照
- 手風琴